# Jastrzębica (Beskid Żywiecki)
Jastrzębica (758 m n.p.m.) – góra w północnej części Beskidu Żywiecko-Orawskiego, druga co do wysokości w tzw. grupie Kiczory i Jastrzębicy.

## Opis szczytu
Wznosi się tuż na północ od przełęczy u Poloka. Jest głównym zwornikiem grupy Kiczory i Jastrzębicy: grzbiet biegnący od południa z przełęczy u Poloka rozgałęzia się tu na dwa główne ramiona, obejmujące dolinę spływającego na północ potoku Przyłękówka, w której leży wieś Przyłęków.
Szczyt odznacza się w widokach z otoczenia jako płaska kopa, częściowo porośnięta lasem, a częściowo pokryta polanami. Z podszczytowych polan można podziwiać z kolei rozległe panoramy nie tylko w stronę Kotliny Żywieckiej, Żywca i Beskidu Małego, ale także na Pasmo Baraniej Góry w Beskidzie Śląskim.
Na Jastrzębicy graniczą z sobą trzy miejscowości: Przyłęków (stok północny), Juszczyna (stok zachodni) i Sopotnia Mała (stok wschodni).

## Turystyka i rekreacja
Na Jastrzębicę prowadzą dwa szlaki, które nie dochodzą do samego szczytu, ale do punktu na wysokości 687 m n.p.m., gdzie krzyżują się z żółtym szlakiem ze Świnnej, który już przebiega szczytem. Poniższe czasy dotyczą drogi właśnie z tego punktu.
 do Świnnej – 2:15h, z powrotem – 2:45h
 do Juszczyny – 0:55h, z powrotem – 1:20h
 do Żywca-Sporysza przez Trzebinię – 2:04h, z powrotem – 2:34h; do Sopotni Małej – 0:40h, z powrotem – 0:55h
Na północnym stoku góry, w osiedlu Przyłękowa Na Kępkach, znajduje się Stacja narciarska Jastrzębica SKI.